# Fujian Nuzi Paiqiu Dui 2013-2014
Questa voce raccoglie le informazioni riguardanti il Fujian Nuzi Paiqiu Dui nelle competizioni ufficiali della stagione 2013-2014.

## Organigramma societario
Area tecnica
- Allenatore: Hou Chundi
- Assistente allenatore: Han Mushui, Chi Taolian

## Rosa
| N° | Nome             | Ruolo | Data di nascita  | Nazionalità sportiva |
| -- | ---------------- | ----- | ---------------- | -------------------- |
| 1  | Zhang Yuting     | S     | 7 luglio 1994    | Cina                 |
| 2  | Zhang Jing       | S     | 26 gennaio 1996  | Cina                 |
| 3  | Zheng Yixin      | C     | 6 maggio 1995    | Cina                 |
| 4  | Lin Li           | L     | 5 luglio 1992    | Cina                 |
| 5  | Daimí Ramírez    | S/O   | 8 ottobre 1983   | Cuba                 |
| 6  | Zheng Yanling    | C     | 2 agosto 1987    | Cina                 |
| 7  | Xu Yunli         | C     | 2 agosto 1987    | Cina                 |
| 8  | Liu Yang         | S/O   | 6 maggio 1991    | Cina                 |
| 9  | Lin Lin          | S     | 27 agosto 1996   | Cina                 |
| 10 | Chen Yaqing      | P     | 19 maggio 1985   | Cina                 |
| 11 | Chen Yafang      | C     | 1º febbraio 1992 | Cina                 |
| 12 | Huang Yizhen     | S     | 10 febbraio 1993 | Cina                 |
| 15 | Lin Wanyi        | S/O   | 2 aprile 1995    | Cina                 |
| 14 | Zheng Si         | C     | 26 aprile 1994   | Cina                 |
| 15 | Diane Copenhagen | C     | 21 giugno 1986   | Stati Uniti          |
| 16 | Bao Jinyan       | P     | 1º febbraio 1995 | Cina                 |
| 17 | Ou Tinghui       | S     | 21 maggio 1990   | Cina                 |
| 18 | Luo Hui          | S/O   | 18 marzo 1994    | Cina                 |